# Liste des édifices labellisés « Architecture contemporaine remarquable » de la Somme
Cet article recense les édifices labellisés « Architecture contemporaine remarquable » de la Somme, en France.
Le label « Architecture contemporaine remarquable » remplace depuis 2016 l'ancien label « Patrimoine du XXe siècle ». Il ne prend en compte que des édifices de moins de 100 ans à la date de labellisation, et qui ne sont pas protégés comme monuments historiques.
Au début 2024, la Somme compte 19 édifices ainsi labellisés.

## Liste
| Monument                                | Commune     | Adresse                                                                | Coordonnées                      | Notice     | Date | Illustration                            |
| --------------------------------------- | ----------- | ---------------------------------------------------------------------- | -------------------------------- | ---------- | ---- | --------------------------------------- |
| Église Saint-Pierre-et-Saint-Paul       | Allaines    | Grande rue Rue de l'Abreuvoir                                          | 49° 57′ 40″ nord, 2° 56′ 41″ est | ACR0000632 | 2005 | Image manquante Téléverser              |
| Modèle Innovation G2                    | Amiens      | 2-8 allée Pierre-Rollin                                                | 49° 52′ 34″ nord, 2° 18′ 45″ est | ACR0001713 | 2022 | Image manquante Téléverser              |
| Maisons Gradins Jardins                 | Amiens      | Rue Le Corbusier Rue Tourmaniantz                                      | 49° 52′ 07″ nord, 2° 19′ 39″ est | ACR0001714 | 2022 | Image manquante Téléverser              |
| Église Notre-Dame-de-l'Assomption       | Assevillers | 1 rue d'Herbécourt                                                     | 49° 53′ 49″ nord, 2° 50′ 06″ est | ACR0000633 | 2005 | Église Notre-Dame-de-l'Assomption       |
| Église Notre-Dame-de-l'Assomption       | Athies      | 5, rue du Calvaire                                                     | 49° 51′ 17″ nord, 2° 58′ 51″ est | ACR0000634 | 2005 | Église Notre-Dame-de-l'Assomption       |
| Église Saint-Didier                     | Chaulnes    | Avenue Jean-Jaurès Place de la République 5 Place du Général-de-Gaulle | 49° 49′ 07″ nord, 2° 48′ 00″ est | ACR0000635 | 2005 | Église Saint-Didier                     |
| Hôtel de ville, place et allée d'arbres | Chaulnes    | 5 avenue Jean-Jaurès                                                   | 49° 49′ 07″ nord, 2° 47′ 59″ est | ACR0000636 | 2005 | Hôtel de ville, place et allée d'arbres |
| Monument aux morts                      | Chaulnes    | Avenue Jean-Jaurès                                                     | 49° 49′ 09″ nord, 2° 48′ 01″ est | ACR0000637 | 2005 | Monument aux morts                      |
| Terrain de jeu de paume                 | Chaulnes    | Avenue Jean-Jaurès                                                     | 49° 49′ 09″ nord, 2° 48′ 05″ est | ACR0000638 | 2005 | Image manquante Téléverser              |
| Historial de la Grande Guerre           | Péronne     | Place André-Audinot                                                    | 49° 55′ 45″ nord, 2° 55′ 51″ est | ACR0001813 | 2023 | Historial de la Grande Guerre           |
| Église Saint-Vaast                      | Proyart     | Rue de l'Église                                                        | 49° 53′ 12″ nord, 2° 42′ 27″ est | ACR0000639 | 2005 | Église Saint-Vaast                      |
| Hôtel de ville, école, poste            | Proyart     | Rue de l'Église                                                        | 49° 53′ 13″ nord, 2° 42′ 24″ est | ACR0000642 | 2005 | Hôtel de ville, école, poste            |
| Monument aux morts                      | Proyart     | Rue du Monument                                                        | 49° 53′ 20″ nord, 2° 42′ 17″ est | ACR0000640 | 2005 | Monument aux morts                      |
| Salle des fêtes                         | Proyart     | 5 rue de l'Église                                                      | 49° 53′ 13″ nord, 2° 42′ 24″ est | ACR0000641 | 2005 | Image manquante Téléverser              |
| Cinéma Le Pax                           | Quend       | Place Charles-de-Gaulle                                                | 50° 19′ 26″ nord, 1° 32′ 55″ est | ACR0000643 | 2014 | Cinéma Le Pax                           |
| Église Saint-Martin                     | Roisel      | 2 rue de Péronne                                                       | 49° 56′ 48″ nord, 3° 05′ 49″ est | ACR0000644 | 2005 | Église Saint-Martin                     |
| Groupe scolaire                         | Roisel      | 16 rue de la République                                                | 49° 56′ 45″ nord, 3° 05′ 54″ est | ACR0000645 | 2005 | Image manquante Téléverser              |
| Hôtel de ville                          | Roisel      | Place du 11-novembre 1 bis place du Général-Leclerc                    | 49° 56′ 48″ nord, 3° 05′ 53″ est | ACR0000646 | 2005 | Hôtel de ville                          |
| Salle des fêtes et cinéma               | Roisel      | Place du Général-Leclerc                                               | 49° 56′ 49″ nord, 3° 05′ 53″ est | ACR0000647 | 2005 | Salle des fêtes et cinéma               |